# Distrito de Kolonjë
El distrito de Kolonjë (en albanés: Rrethi i Kolonjës) era uno de los 36 distritos de Albania. Su población era de 17,000 habitantes (2004), entre los cuales existían minorías de griegos y arrumanos. La superficie del distrito era de 805 km², ubicándose al sudeste del país y su capital era Ersekë. Limitaba al norte con el distrito de Korçë y al este con las prefecturas Ioánina y Kastoriá de Grecia.